# From the Inside (álbum)
From the Inside es el undécimo álbum de Alice Cooper, publicado en 1978 por Warner Bros. El material temático-lírico que conforma el disco, de corte conceptual, surgió tras la internación de Cooper en un hospital neoyorquino, a raíz de su -ya por entonces- seria adicción al alcohol, de hecho cada uno de los personajes a los que se alude en las canciones, provienen de aquella estancia en dicho sanatorio. Tres excolaboradores de Elton John fueron reclutados por Cooper para trabajar en el LP, el letrista Bernie Taupin, el guitarrista Davey Johnstone, y el bajista Dee Murray.
El disco contó con un gran éxito: How You Gonna See Me Now, balada al mejor estilo cantautor, que alcanzó el puesto N.º 12 del chart "Hot 100" estadounidense, y para la cual también se filmó un videoclip, formato aún novedoso y no muy abordado por aquellos años previos a la creación de MTV. La carátula desplegable del álbum simula un par de puertas de la sala de guardia de un hospital, con un Alice de rictus desencajado impreso sobre ellas.
El álbum fue adaptado en una historieta en la versión No. 50 del especial Marvel Premiere.

## Lista de canciones
Todas las letras por Bernie Taupin y Alice Cooper, y toda la música por Dick Wagner, salvo donde se indica.
1. "From the Inside" (Cooper, Wagner, David Foster) – 3:55
2. "Wish I Were Born in Beverly Hills" – 3:38
3. "The Quiet Room" – 3:52
4. "Nurse Rozetta" (Cooper, Steve Lukather, Foster) – 4:15
5. "Millie and Billie" (Cooper, Bruce Roberts) – 4:15
  - Dueto con la cantante Marcy Levy
6. "Serious" (Cooper, Taupin, Foster, Lukather) – 2:44
7. "How You Gonna See Me Now" – 3:57
8. "For Veronica's Sake" – 3:37
9. "Jackknife Johnny" – 3:45
10. "Inmates (We're All Crazy)" – 5:03